# 坂本敏夫
坂本 敏夫（さかもと としお、1947年 - ）は、日本のノンフィクション作家、元刑務官（最終階級：矯正副長）。

## 来歴
熊本県生まれ。広島県広島基町高等学校（現・広島市立基町高等学校）卒業。法政大学法学部中退。坂本の父と祖父も刑務官で、刑務所や拘置所の近くにある官舎で育ち、自らも19歳で刑務官になった。元々は教師志望だったが、父の死去により家計を支えるために大学を中退して刑務官となった。
1967年1月、大阪刑務所の看守を最初に神戸刑務所・大阪刑務所係長を務めた。その後、法務本省事務官、東京矯正管区専門官、長野刑務所・東京拘置所・甲府刑務所・黒羽刑務所で課長を務める。1994年3月、広島拘置所総務部長を最後に退職した。映画『刑務所の中』『13階段』で、矯正施設関係の助言をする。
2010年に東京拘置所死刑場がメディアに公開されたのを機に、『実録死刑囚』ミリオン出版刊にて2011年から死刑反対を表明した。
1923年の関東大震災発生時に横浜刑務所の典獄（刑務所長）だった椎名通蔵に対して自分の職業の先輩としての誇りを感じ、椎名の子孫への聞き取りを重ね、自身初の小説『典獄と934人のメロス』を著した。

## 著作
- 『元刑務官が語る刑務所』三一書房、1997年2月
- 『死刑執行人の記録 知られざる現代刑務所史』光人社、1998年7月
- 『刑務所のすべて 元刑務官が明かす 衣・食・住から塀の中の犯罪まで実録・獄中生活マニュアル』日本文芸社、2001年7月
- 『女子刑務所のすべて 元刑務官が明かす 入所から出獄まで知られざる女囚の獄中生活とは！?』日本文芸社、2002年6月
- 『実録！刑務所の中 完全図解 三代続いた元刑務官が明かす』二見書房、2002年9月
- 『実録死刑と懲役 刑務所の中の真実』ぴいぷる社、2003年1月
- 『実録！少年院・少年刑務所 世間をアッといわせる意外な実態』二見書房、2003年2月
- 『死刑はいかに執行されるか 元刑務官が明かす 実録死刑囚の処遇から処刑まで』日本文芸社、2003年2月
- 『刑務官』新潮社、2003年6月
- 『刑務所の正体 元刑務官が明かす いま、獄中で何が起きているのか』日本文芸社、2003年11月
- 『ちょっと気になる刑務所ライフ！』光人社、2004年1月
- 『図説知られざる刑務所のすべて 元刑務官が明かす、実録・獄中生活マニュアル』日本文芸社、2005年1月
- 『東京拘置所のすべて 元刑務官が明かす 取り調べ、衣食住、死刑囚の処遇…知られざる拘置所暮らしの全貌』日本文芸社、2006年3月
- 『死刑のすべて 元刑務官が明かす』文藝春秋、2006年5月
- 『死刑執行人の記録 知られざる現代刑務所史 DEATH BY HANGING 新装版』光人社、2006年5月
- 『刑務官しか知らない刑務所のルール 改正監獄法でムショはどう変わったか！? 衣食住、懲罰、死刑囚−かくも哀しきムショ暮らしの全貌！』日本文芸社、2007年6月
- 『刑務所 元刑務官だけが知る塀の向こうの世界』PHP研究所、2007年11月
- 『刑務所の怪談 元刑務官が体験した怪奇事件簿』PHP研究所、2008年7月
- 『知られざる刑務所の掟 元刑務官が明かす「ムショ暮らし」のすべて！』日本文芸社、2008年11月
- 『逮捕されたらこうなる！ 取調べから刑務所まで知られざるその全貌』日本文芸社、2008年12月
- 『刑務所のすべて 元刑務官が明かす』文藝春秋、2009年9月
- 『実録！少年院・少年刑務所 思春期の子を持つ父母にも読んでほしい！子供の心が見えますか? あしたのジョーの頃とは大違い、驚くべき実状！』二見書房、2010年2月
- 『死刑と無期懲役』筑摩書房、2010年2月
- 『死刑執行命令 死刑はいかに執行されるのか』日本文芸社、2010年12月
- 『誰が永山則夫を殺したのか 死刑執行命令書の真実』幻冬舎、2014年12月
- 『典獄と934人のメロス』講談社、2015年12月
- 『囚人服のメロスたち 関東大震災と二十四時間の解放』集英社、2021年5月

## テレビドラマ監修
- モリのアサガオ（2010年、テレビ東京）刑務監修
ドラマに先駆けて『実録　死刑囚と刑務官〜死刑執行・最期の5日間〜』が坂本解説のもと（再現ドラマでは当時の坂本刑務官役に小籔千豊）放送された。
- 相棒 Season 9 第15話「もがり笛」（2011年2月16日、テレビ朝日 / 東映） 刑務所監修

## 出演

### 映画
- 休暇（2008年、リトルバード） - 拘置所長 役